# Mp3 player subacvatic
MP3 playerele subacvatice sunt dispozitive capabile să stocheze și să redea fișiere audio, în timp ce sunt în contact cu apa. MP3 playerele subacvatice oferă înotătorilor posibilitatea de a asculta muzicǎ în timp ce sunt în apă, de exemplu piscină. Odată cu evoluția tehnologiei acestea au devenit din ce în ce mai mici și mai ușoare, fiind astfel din ce în ce mai populare în rândul înotătorilor. Gama de MP3 Playere subacvatice este limitată în comparație cu cea de MP3 Playere obișnuite. Modelele se diferențiază în funcție de design, modul de funcționare și modul de prindere. 

## Istorie
În timp ce casetofoanele și CD playerele rezistente la apă au fost fabricate, dimensiunea lor, dar și faptul că trebuiau să includă un mecanism de deschidere, a fost o piedică pentru cei care doreau să le utilizeze sub apă. În general, acestea au fost create pentru a fi utilizate sub duș sau în jurul piscinei. Rareori erau folosite pentru scufundări. Odată cu apariția MP3 Playerelor lucrurile s-au schimbat. Playerele au devenit mai mici și nu trebuiau să fie deschise. Primul Mp3 player subacvatic a fost produs de Oregon Scientific și de atunci au urmat multe altele.

## Modul de funcționare
De obicei, MP3 Playerele au o singură ieșire, destinată atât pentru conectarea caștilor, dar și pentru a încarca muzică din calculator. Acestea sunt construite pentru a avea dimensiuni și greutate reduse, și rareori sunt capabile să redea și alte fișiere decât cele audio. În plus, interfața este minimizată pentru a include doar butoanele necesare. Există MP3 playere care au inclusă o curelușa cu care se pot prinde de ochelarii de înot. Orice Mp3 player subacvatic trebuie să includă un certificat de protecție IPX8. Asta înseamnă că produsul este închis ermetic, 100% rezistent la apă la cel puțin 3 m adâncime.  

## Vezi și
- MP3
- Player